# طهران الكبرى
منطقة طهران الكبرى الحضرية هي تجمع حضري يحيط بطهران، ويضم المنطقة الوسطى من محافظة طهران والجزء الشرقي من محافظة البرز. وتشمل مدن طهران والري وشميرانات المجاورة، بالإضافة إلى مناطق مجاورة أخرى.
في عام ٢٠١٢، قُدّر عدد سكان المنطقة بحوالي ١٤ مليون نسمة. ووفقًا لتعداد عام ٢٠١٦، بلغ عدد سكان محافظة طهران ١٣.٣ مليون نسمة (مع حوالي ٢٠٠ ألف نسمة فقط يعيشون خارج طهران وضواحيها)، بينما بلغ عدد سكان مدينتي كرج وفرديس معًا ٢.٢ مليون نسمة. وبناءً على هذه البيانات، قُدّر عدد سكان منطقة طهران الكبرى بحوالي ١٥ مليون نسمة في عام ٢٠١٦. ومع ذلك، تشهد المنطقة هبوطًا أرضيًا بمعدل ٢٥ سنتيمترًا سنويًا، ويعزى ذلك بشكل رئيسي إلى النمو السكاني السريع والاستنزاف المفرط للموارد الطبيعية. ومنذ ستينيات القرن العشرين، كان جزء كبير من هذا التوسع الحضري مدفوعاً بهجرة السكان ذوي الدخل المنخفض إلى المستوطنات غير الرسمية على مشارف المدينة.
لا ينبغي الخلط بين طهران الكبرى والتقسيمات الإدارية التالية:
محافظة طهران: تغطي مساحة 18,814 كيلومترًا مربعًا، ويبلغ عدد سكانها 13.27 مليون نسمة (اعتبارًا من عام 2016). يقع جزء كبير من المحافظة بعيدًا جدًا عن العاصمة، وكثافتها السكانية منخفضة، لذا لا تُعتبر جزءًا من التجمعات الحضرية.
محافظة طهران: تغطي مساحة 1,300 كيلومتر مربع، وبلغ عدد سكانها 8.85 مليون نسمة في عام 2016، ويقيم 97.5% منهم في مدينة طهران نفسها.
مدينة طهران: تتكون من 22 قضاءً. يقع قضاءان بالكامل خارج محافظة طهران، وقضاء ثالث جزئيًا خارجها. تبلغ مساحة المدينة حوالي 730 كيلومترًا مربعًا. في عام ١٩٧٣، بدأت المدينة بالتوسع نحو المحافظات المجاورة لتشمل القرى المحيطة مثل إيفين، ودركة، ونيافاران، ورستم آباد، وغلهاك، وزرغنده، وإلهية، وداودية، وزرابخانة، بالإضافة إلى مدينتي وَنك وري. وكانت المنطقة المعروفة باسم "كوي سيمان" قد ضُمت بالفعل بين عامي ١٩٥٦ و١٩٦٦.

## المطارات
تخدم طهران ثلاثة مطارات:
- مطار مهرآباد الدولي - مخصص بشكل رئيسي للرحلات الداخلية

- مطار الإمام الخميني الدولي - المركز الرئيسي للرحلات الدولية

- مطار بيام - مخصص بشكل رئيسي للشحن الجوي[4]

## الجغرافيا
لا يوجد تعريف دقيق لحدود وتركيبة تكتل طهران. بالإضافة إلى قضاء طهران، يُعتبر التكتل عمومًا أنه يشمل مقاطعات شميرانت، وراي، وإسلام شهر، وباكدشت، ورباط كريم، وورامين، وشهريار، وقدس، وملارد، وبيشوا، وبهارستان ضمن محافظة طهران. وقد يمتد أيضًا إلى مقاطعة كرج، وربما حتى إلى مقاطعتي نظر آباد وساوجبلاغ في محافظة البرز.